# Ashikaga Yoshimasa
Ashikaga Yoshimasa (足利 義政?   20 de enero de 1435 - 27 de enero de 1490) fue el octavo shōgun del shogunato Ashikaga, y gobernó entre 1449 y 1473 en Japón. Fue el hijo del sexto shōgun Ashikaga Yoshinori.

## Biografía
Se convirtió en shogun seis años después de la muerte de su hermano mayor, el séptimo shōgun Ashikaga Yoshikatsu. Dado que a la muerte de este su hermano menor era muy joven, fue necesario esperar hasta que tuviera una edad mayor.
Durante el mandado de Yoshimasa, el país observó la aparición de la cultura Higashiyama, con la práctica de la ceremonia del té japonesa, el ikebana, el drama japonés nō y la pintura con tinta china. Esta cultura estuvo muy influenciada por el budismo zen, y la aparición de la estética japonesa, como el wabi-sabi, además de la armonización de las culturas de la Corte Imperial, y los samurái.
En 1464, Yoshimasa no tenía aún heredero, por lo tanto adoptó a su hermano menor Ashikaga Yoshimi como sucesor. No obstante, al año siguiente, Yoshimasa tendría un hijo, y habría una disputa de sucesión entre los dos hermanos. Para 1467, el conflicto se había convertido en la Guerra Ōnin, que duraría once años, e iniciaría el período Sengoku de la historia japonesa, el cual se extendió por un siglo. En medio de esta hostilidad, Yoshimasa abdicaría en 1473, favoreciendo a su hijo Ashikaga Yoshihisa con el título de shōgun.
En 1489, fue construido el templo Ginkaku-ji, en Kioto, como lugar de retiro para Yoshimasa. Moriría al año siguiente.